# Porto Santo (freguesia)
A Freguesia de Porto Santo é uma freguesia portuguesa do Município de Porto Santo, na Região Autónoma da Madeira, com 42,48 km² de área e 5149 habitantes (censo de 2021), tendo, por isso, uma densidade populacional de 121,2 hab./km².
É a única freguesia do seu município.

## Demografia
A população registada nos censos foi:
| Distribuição da População por Grupos Etários | Distribuição da População por Grupos Etários | Distribuição da População por Grupos Etários | Distribuição da População por Grupos Etários | Distribuição da População por Grupos Etários |
| -------------------------------------------- | -------------------------------------------- | -------------------------------------------- | -------------------------------------------- | -------------------------------------------- |
| Ano                                          | 0-14 Anos                                    | 15-24 Anos                                   | 25-64 Anos                                   | > 65 Anos                                    |
| 2001                                         | 795                                          | 786                                          | 2428                                         | 465                                          |
| 2011                                         | 818                                          | 665                                          | 3269                                         | 731                                          |
| 2021                                         | 582                                          | 547                                          | 3051                                         | 969                                          |